# Юлдашев, Муслим Исламович
Муслим Исламович Юлдашев (род. 12 июня 1958, Ташкент) — узбекский диктор, поэт, писатель. Заслуженный работник культуры Узбекистана (2001).

## Биография
Родился в Ташкенте, в семье артиста Театра юного зрителя. Учился в средней школе, профессионально-техническом училище. Окончил Узбекский государственный институт искусства и культуры, Государственный юридический институт по специальности «Актёр театра драмы и кино» и юрист, соответственно. Начиная с 1978 года работал в качестве диктора телевидения.
Муслим Юлдашев, начиная с 1978 года проработав на телевидении, прошёл весь этот путь. Если первое время он вёл детско-юношеские передачи и мероприятия районного и городского масштаба, то очень быстро вырос как диктор протокольных, правительственных мероприятий. К примеру, в 1985 году ему поручили провести юбилейный концерт, посвящённый 115-летию Владимира Ленина. В зале присутствуют все высокопоставленные руководители Компартии Узбекистана, члены ЦК КПСС и зарубежные гости. Это было стартовое мероприятие, после которого он стал постоянным ведущим всех государственных и правительственных мероприятий Республики Узбекистан.
Во время государственного визита первого президента Республики Узбекистан в Туркменистан — Ашхабад, Кыргызстан — Ош и Бишкек, он участвовал в совместных концертах дружбы, в качестве ведущего. После приобретения независимости Республикой, первый концерт, посвященный этой особо знаменательной дате он вёл в паре с Севарой Турсуновой из главной площади страны, который транслировался в сотни стран мира. В городе Шымкент Республики Казахстан проводились дни культуры и искусства Узбекистана, в которых участвовал Муслим Юлдашев и был ведущим в этих концертах.
Но основная работа для диктора остаётся телевизионные передачи. Муслим Юлдашев будучи штатным диктором Узтелерадиокомпании работал в информационной программе «Ахборот» и «Новости» (на русском и узбекском языках), читал информационно-аналитические программы «Туркистон» и «Хафтанома». Информационная программа «Туркистон» в те времена транслировалась в пяти республиках Центральной Азии: Казахстан, Кыргызстан, Туркменистан, Таджикистан и Узбекистан. Работал в передачах, посвящённых трудовым победам хлопкоробов и зерноводов республики. Участвовал в праздничных программах, как «Новогодний огонёк», 8 марта, День учителя, День Конституции, и так далее. С первых дней основания, участвует в информационно-развлекательно-музыкальной программе «Ассалом, Узбекистон».
Как чтец, он в 1978 году, будучи студентом первого курса института, участвовал во Всесоюзном конкурсе чтецов им. В. Яхонтова. Стал лауреатом конкурса и занял почётное второе место в республиканском этапе. Работая диктором телевидения, он готовил для себя сценарии, литературные композиции из цикла «Театр одного актёра». В этих передачах он читал стихи А. С. Пушкина, А. Арипова, Х. Алимджана, Айбека, Гафура Гуляма.
Продолжительное время, более восьми лет, он был постоянным ведущим передачи для детей и юношества «Книга — наш друг». Каждая встреча давала ему шанс познакомится с новыми писателями и поэтами, прочитать новый роман или стихотворный сборник. Всё это повлияло на его творчество как писатель. 1992 году он издал свой первый сборник стихов «Вы меня знаете»(«Сиз мени танийсиз»). Одновременно он стал переводить с русского языка стихотворения и рассказы поэтов и писателей. Так появились стихи А. С. Пушкина, М. Бажан, Р. Гамзатова, А. Дементьева на узбекском языке в переводе М. Юлдашева. Рассказ Г. Каренко «Фонтан слёз», М. Л. Кинга «У меня есть мечта!»
2007-2010 годах он перевёл книгу В. Штейнбаха «Последний раунд. Нокаут. Бокс, деньги и голуби» и роман «Жестокий век» И. К. Калашникова. Повесть печаталась по заказу газеты «Бокс плюс футбол». Роман впервые был напечатан в журнале «Мировая литература» («Жахон адабиёти»).
1996 году вышел в свет его второй сборник «Ёр кучаси» («Улица любимой»), 2000 год — «Суз сехри» («Волшебство слова» — публицистика), «Мен интилган манзил» («Куда я стремлюсь»- стихи), 2003 год — «Кунглим кошонаси» («Дворец моей души»), 2007 год — «Ёр хам янгилик эмас», («И любовь не нова»), 2012 — «Шажара» («Родословная»), 2016 — «Дийдор ширин» («Душевные встречи»), «Муминга бегона бахор» («Потерянная весна Мумина») и 2017 год — «Сухандонлар» (Дикторы ТВ). Все эти книги он писал, издавал, работая телеведущим на телевидении.
Некоторые его стихи превратились в песни. Их исполняли знаменитые певцы республики. В их числе Народные артисты Узбекистана Г. Якубов, О. Назарбеков, Заслуженные артисты Республики С. Назархан, Х. Хамидов, К. Раззакова, М. Асалходжаева, С. Хамракулов, Ш. Каюмов, артисты Дж. Атаджанов, Д. Саипова. В 2004 году он выпустил аудиокассету «Онажон» («Мамочка»). В ней собраны избранные стихи в исполнении автора — М. Юлдашева и песни на его слова. 2004 год — выпуск второго альбома в виде CD диска под названием «Аёлни ардокла» («Благославите женщину»).
Возвращаясь к теме дикторства, надо отметить работу Муслима Юлдашева как ведущего авторских программ. С 1995 года по 2000 год он готовил музыкально-развлекательную передачу «Эгиз кушиклар» («Песни близнецы»). Одно стихотворение поэта очень часто перевоплощается в несколько песен. Исполнители, подходя индивидуально к теме стихотворения, пишут новую песню. Иногда они заранее знают, что это стихотворение уже спето другим певцом. А иногда не знают. Но как-никак, получается две, иногда и три песни. Мотивы, характер и темпы совсем разные. Это и основная тема этой передачи. Интервью, исполнения песен всех вариантов, отношения к песне поэтов и специалистов — композиторов. Передача имела большой успех среди телезрителей. Телеканалы с большой охотой приглашали творческую группу к сотрудничеству. Отмечая трёхлетний юбилей основания передачи, Муслим Юлдашев перенёс передачу на сцену концертного зала «Туркистон» и организовал гала-концерт, с участием всех выступавших в передаче артистов и поэтов. После этого в конце каждого квартала передача шла из концертного зала. Так, Муслим Юлдашев испробовал профессию продюсера. И кроме авторской передачи «Эгиз кушиклар», он начал организовывать сольные концерты артистов. Так он организовал и поставил два концерта Ш. Каюмова, С. Назархан, С. Азизбаева, И. Ибрагимова, Т. Маткаримова. Его признали как постановщика- продюсера и заказывали ему торжественные концерты ряда организаций, как ХК «Узбекнефтегаз», ОАО «Бекабадский металлургический завод», «Узплодоовощвинпром» и др.
Юлдашев Муслим Исламович в 1990 году стал Лауреатом премии Ленинского Комсомола Узбекистана, с 1997 года член союза писателей республики Узбекистан. В 2001 году был удостоен звания Заслуженный работник культуры Республики Узбекистан, «Отличник народного образования Узбекистана».
В 2012 году был награждён Национальной премией «Олтин калам» («Золотое перо») в области тележурналистики. И в этом же году был избран академиком Академии наук «Турон».
Муслим Юлдашев работал над передачей «Дилкаш давралар», выходившей на канале МТВ, в качестве автора и ведущего. Участвует в телепроектах, проводит уроки «Мастер класс» по ораторскому искусству "Культура речи" в различных министерствах и ведомствах Республики Узбекистан.
В 2024 году награждён медалью «Шухрат».